# Bệnh đường hô hấp

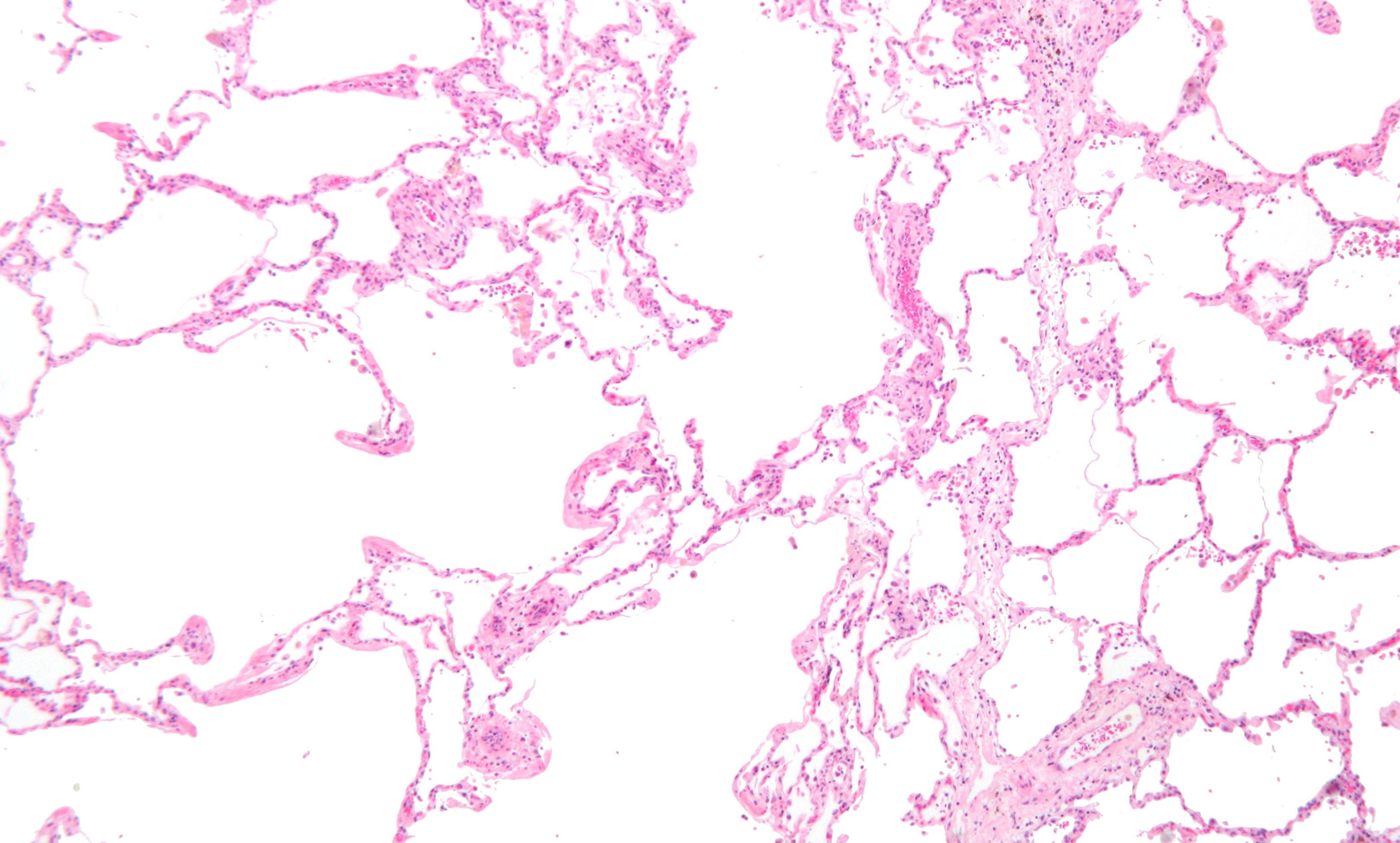
Kính hiển vi của một phổi khí phế thũng; khí phế thũng là một bệnh hô hấp phổ biến, liên quan mạnh mẽ đến hút thuốc. Nhuộm H&E.

Bệnh đường hô hấp hay bệnh phổi là một thuật ngữ y tế bao gồm bệnh lý điều kiện ảnh hưởng đến các cơ quan và các mô mà làm cho trao đổi khí khó khăn trong sinh vật bậc cao, và bao gồm các điều kiện của đường hô hấp trên, khí quản, phế quản, tiểu phế quản, phế nang, màng phổi và khoang màng phổi, và các dây thần kinh và cơ hô hấp.  Các bệnh về đường hô hấp từ nhẹ và tự giới hạn, chẳng hạn như cảm lạnh thông thường, đến các bệnh đe dọa đến tính mạng như viêm phổi do vi khuẩn, tắc mạch phổi, hen suyễn cấp tính và ung thư phổi.
Nghiên cứu về bệnh hô hấp được gọi là khoa hô hấp.
Các bệnh về đường hô hấp có thể được phân loại theo nhiều cách khác nhau, bao gồm cả cơ quan hoặc mô liên quan, theo loại và mô hình của các dấu hiệu và triệu chứng liên quan, hoặc theo nguyên nhân gây bệnh.

## Bệnh hô hấp mãn tính
Bệnh hô hấp mãn tính (CRDs) là bệnh về đường thở và các cấu trúc khác của phổi.  Chúng được đặc trưng bởi sự tuyển dụng tế bào viêm cao (bạch cầu trung tính) và/hoặc chu kỳ phá hoại của nhiễm trùng, (ví dụ qua trung gian là Pseudomonas aeruginosa).  Một số phổ biến nhất là hen suyễn, bệnh phổi tắc nghẽn mạn tính và hội chứng suy hô hấp cấp tính.  CRD không thể chữa được; tuy nhiên, các hình thức điều trị khác nhau giúp làm giãn đường thở chính và cải thiện tình trạng khó thở có thể giúp kiểm soát các triệu chứng và tăng chất lượng cuộc sống cho những người mắc bệnh.

## Bệnh phổi hạn chế

Tỷ lệ tuổi thọ được điều chỉnh theo khuyết tật theo tuổi (DALY) từ các bệnh về đường hô hấp theo quốc gia (trên 100.000 dân).

Bệnh phổi hạn chế là một loại bệnh hô hấp đặc trưng bởi sự mất tuân thủ phổi, gây ra sự giãn nở phổi không hoàn chỉnh và tăng độ cứng phổi, chẳng hạn như ở trẻ sơ sinh mắc hội chứng suy hô hấp.

## Nhiễm trùng đường hô hấp
Nhiễm trùng có thể ảnh hưởng đến bất kỳ phần nào của hệ thống hô hấp.  Theo truyền thống, chúng được chia thành nhiễm trùng đường hô hấp trên và nhiễm trùng đường hô hấp dưới.

## Bệnh sơ sinh
Các bệnh về phổi cũng ảnh hưởng đến trẻ sơ sinh và các rối loạn thường khác với những bệnh ảnh hưởng đến người lớn.
Hội chứng suy hô hấp ở trẻ sơ sinh thường xuất hiện chủ yếu trong vòng sáu giờ đầu sau khi chào đời, chiếm khoảng 1% tổng số trường hợp sinh ở Hoa Kỳ. Yếu tố chủ yếu gây nguy cơ là sinh non, đặc biệt là ở trẻ dưới 750g, với tỷ lệ xảy ra lên đến 71%. Những yếu tố nguy cơ khác bao gồm trẻ sơ sinh của bà mẹ mắc bệnh tiểu đường (IDM), phương pháp sanh, ngạt thai nhi, yếu tố di truyền, vỡ ối kéo dài (PROM), nhiễm độc máu ở mẹ, viêm màng ối và giới tính nam. Cơ chế bệnh lý phổ biến của hội chứng suy hô hấp liên quan đến sản xuất chất hoạt động bề mặt không đủ và sự phát triển chưa hoàn chỉnh của phổi và mạch máu. Thiếu hụt chất hoạt động bề mặt làm phổi xẹp, gây ra sự không đồng đều trong thông khí và tưới máu, giảm độ co giãn và tăng sức cản không khí. Điều này dẫn đến tình trạng thiếu oxy và nhiễm toan hô hấp, có thể dẫn đến tăng huyết áp trong phổi, được thấy rõ trên hình ảnh X-quang với hình ảnh kính mờ. Triệu chứng có thể bao gồm thở nhanh, phập phồng mũi, cử động ngực không đồng đều, tiếng rên rỉ và co rút dưới sườn.
Chứng loạn sản phế quản phổi là một tình trạng thường xảy ra sau sinh thông qua việc sử dụng máy thở và oxy, đặc biệt là ở trẻ sinh non. Tình trạng này đặc trưng bởi sự viêm nang phế quản và tổn thương mạch máu phổi. Các biến chứng của bệnh BPD có thể kéo theo bệnh nhân suốt đến tuổi trưởng thành.
Ở giai đoạn nhỏ tuổi, những biến chứng này có thể bao gồm khả năng học tập kém, tăng huyết áp trong phổi và vấn đề liên quan đến thính giác. Khi bệnh nhân trưởng thành, có nguy cơ mắc bệnh hen suyễn và hạn chế khả năng vận động cũng tăng lên.
Hội chứng hít phải phân su thường xuất hiện ở trẻ đủ tháng hoặc trẻ đủ tháng hút phải phân su. Các yếu tố nguy cơ liên quan đến bệnh này bao gồm tình trạng tiểu đường của người mẹ, sự thiếu hụt oxy của thai nhi, sinh non và huyết áp cao của người mẹ. Chẩn đoán được xác định chủ yếu thông qua việc kiểm tra nước ối nhuộm phân su khi trẻ mới sinh và phát hiện màu sắc trên da, móng tay, và dây rốn.
Hít phải phân su có thể dẫn đến tắc nghẽn đường thở, giữ khí, gây viêm phổi, và làm suy giảm hoạt động bề mặt phổi. Tình trạng này thường biểu hiện qua hình ảnh X-quang với các phần phổi bị xẹp và căng phồng không đồng đều, cùng với sự tràn khí màng phổi do việc tràn khí từ trung thất có thể xảy ra.
Tăng huyết áp phổi dai dẳng ở trẻ sơ sinh (PPHN) là một hội chứng xuất hiện do quá trình chuyển đổi sang cuộc sống bên ngoài tử cung diễn ra không đúng cách. Nó được đặc trưng bởi tăng sức cản trong mạch máu phổi và co mạch, dẫn đến dòng máu từ phải sang trái qua lỗ bầu dục hoặc ống động mạch. Có ba nguyên nhân chính gây ra PPHN, bao gồm các vấn đề về nhu mô như hội chứng hít phân su, vô căn, và thiếu sản mạch máu như thoát vị cơ hoành. Đa phần, hội chứng này sẽ tự giải quyết ở hầu hết trẻ sơ sinh. PPHN là một trong những hội chứng duy nhất mà việc sử dụng oxit nitric dạng hít đã được Cơ quan Quản lý Thực phẩm và Dược phẩm Hoa Kỳ (FDA) chấp thuận để điều trị. 

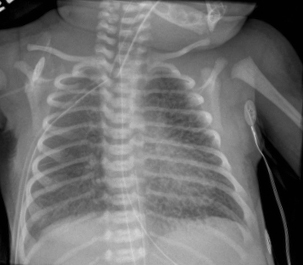
Khí thũng kẽ phổi

Thở nhanh thoáng qua ở trẻ sơ sinh thường là kết quả của sự ứ đọng dịch phế nang trong phổi. Hiện tượng này thường xảy ra ở trẻ sinh mổ mà không trải qua quá trình chuyển dạ, vì quá trình hấp thụ nước ối ở phổi chưa bắt đầu. Các yếu tố nguy cơ khác bao gồm giới tính nam, thai to, thai nhi đa và việc mẹ mắc bệnh hen suyễn. Triệu chứng thường biểu hiện qua việc thở nhanh và tăng công thở. Trên X-quang, có thể quan sát được sự lan tỏa của thâm nhiễm, các vết nứt giữa các thùy và đôi khi có dấu hiệu của việc dịch màng phổi tràn ra. Đây là một quá trình chẩn đoán loại trừ vì triệu chứng giống với nhiều bệnh khác, và thường sử dụng CPAP để hỗ trợ dịch phổi chuyển vào mạch máu phổi.

Tràn khí kẽ phổi là tình trạng trong đó không khí thoát ra khỏi phế nang quá căng và xâm nhập vào kẽ phổi. Đây là một bệnh lý hiếm gặp, thường xuất hiện ở trẻ sinh non, nhưng cũng có thể xảy ra ở người lớn. Bệnh thường thể hiện qua tình trạng kém đi chậm và đòi hỏi hỗ trợ thông khí tăng cường. Chụp X-quang ngực thường được sử dụng để chẩn đoán, trong đó nó thường xuất hiện dưới dạng đường trong suốt hoặc dạng nang kéo dài đến các cạnh của phổi.
Viêm tiểu phế quản là một tình trạng sưng tấy và tích tụ chất nhầy trong tiểu phế quản. Bệnh thường được gây ra bởi vi rút hợp bào hô hấp (RSV), được lây truyền khi trẻ sơ sinh tiếp xúc với dịch mũi hoặc họng của người bị nhiễm bệnh. Vi rút xâm nhập vào các tế bào trong đường mật, gây rối loạn chức năng và tử vong của tế bào. Các mảnh vụn, sưng nề và viêm nhiễm sau đó dẫn đến các triệu chứng của bệnh. Đây là nguyên nhân phổ biến nhất khiến trẻ em dưới một tuổi phải nhập viện. Bệnh có thể biểu hiện từ nhẹ đến nặng, từ nhiễm trùng đường hô hấp đơn giản đến suy hô hấp. Do không có loại thuốc điều trị cụ thể cho bệnh này, điều trị chủ yếu dựa vào hỗ trợ bằng cách truyền dịch và cung cấp oxy.

## Dịch tễ học

Tử vong do bệnh hô hấp trên một triệu người năm 2012

Bệnh hô hấp là một nguyên nhân phổ biến và quan trọng gây bệnh và tử vong trên toàn thế giới. Ở Mỹ, có khoảng một tỷ trường hợp cảm lạnh thông thường xảy ra mỗi năm. Một nghiên cứu cho thấy rằng vào năm 2010, có khoảng 6,8 triệu lượt đến khoa cấp cứu do rối loạn hô hấp ở Mỹ, đặc biệt là đối với bệnh nhân dưới 18 tuổi. Năm 2012, bệnh hô hấp là nguyên nhân phổ biến nhất làm cho trẻ em phải nhập viện.
Ở Anh, khoảng 1 trong 7 người bị ảnh hưởng bởi một số dạng bệnh phổi mãn tính, phổ biến nhất là bệnh phổi tắc nghẽn mãn tính, bao gồm hen suyễn, viêm phế quản mãn tính và khí thũng. Các bệnh về đường hô hấp, bao gồm cả ung thư phổi, là nguyên nhân gây ra hơn 10% số trường hợp nhập viện và hơn 16% số trường hợp tử vong ở Canada.
Năm 2011, bệnh hô hấp cần hỗ trợ máy thở chiếm 93,3% tỷ lệ sử dụng ICU tại Hoa Kỳ. 